# Xantolis burmanica
Xantolis burmanica är en tvåhjärtbladig växtart som först beskrevs av Collett och William Botting Hemsley, och fick sitt nu gällande namn av Pieter van Royen. Xantolis burmanica ingår i släktet Xantolis och familjen Sapotaceae. Inga underarter finns listade i Catalogue of Life.